# Pseudochorisodontium conanenum
Pseudochorisodontium conanenum là một loài Rêu trong họ Dicranaceae. Loài này được (C. Gao) C. Gao et al. miêu tả khoa học đầu tiên năm 1999.